# Bahnstrecke Chimbote–Huallanca
| Fahrzeug für die Streckeninspektion |                           |                       |                       |
| Streckenlänge: | 139 km                    |                       |                       |
| Spurweite: | 914 mm (engl. 3-Fuß-Spur) |                       |                       |
| |                           |                       |                       |
| \| \| 0 \| Chimbote (⊙) \| Chimbote (⊙) \| \| \| 11 \| Cambio Puente (⊙) \| Cambio Puente (⊙) \| \| \| 18 \| Castillo (⊙) \| Castillo (⊙) \| \| \| 19 \| San Eusebio \| San Eusebio \| \| \| 22 \| Rinconada (⊙) \| Rinconada (⊙) \| \| \| 33 \| Vinzos (⊙) \| Vinzos (⊙) \| \| \| 38 \| Los Tanques \| Los Tanques \| \| \| 41 \| Tanguche Hacienda (⊙) \| Tanguche Hacienda (⊙) \| \| \| 52 \| Suchimán (⊙) \| Suchimán (⊙) \| \| \| 57 \| Tablones (⊙) \| Tablones (⊙) \| \| \| 77 0 \| Chuquicara (⊙) \| Chuquicara (⊙) \| \| \| \| \| \| \| \| \| \| \| \| \| \| \| \| \| \| \| \| \| \| \| 18 \| Rio Ancos \| Rio Ancos \| \| \| \| Huinda \| \| \| \| 31 \| Chacarbal \| Chacarbal \| \| \| 39 \| Wanda \| Wanda \| \| \| 41 \| El Portal \| El Portal \| \| \| \| Pallasca \| \| \| \| 60 \| Mollepata \| Mollepata \| \| \| 86 \| Taquilpón (⊙) \| Taquilpón (⊙) \| \| \| 89 \| Shacsa (Tanqua) \| Shacsa (Tanqua) \| \| \| 96 \| Mirador (⊙) \| Mirador (⊙) \| \| \| 104 \| La Limeña \| La Limeña \| \| \| \| Huaylas \| \| \| \| 115 \| El Chorro \| El Chorro \| \| \| 125 \| Mayucayán \| Mayucayán \| \| \| \| \| \| \| \| 138 \| Huallanca (⊙) \| Huallanca (⊙) \| \| \| 139 \| Hidroeléctrica (⊙) \| Hidroeléctrica (⊙) \| \| \| \| \| \| \| Quellen: a)[1]:66, 69, 71; b)[2]:5 / Nr. 19 und 20 \| \| \| \| |                           |                       |                       |
| Kopfbahnhof Streckenanfang (Strecke außer Betrieb) | 0                         | Chimbote (⊙)          | Chimbote (⊙)          |
| Bahnhof (Strecke außer Betrieb) | 11                        | Cambio Puente (⊙)     | Cambio Puente (⊙)     |
| Bahnhof (Strecke außer Betrieb) | 18                        | Castillo (⊙)          | Castillo (⊙)          |
| Bahnhof (Strecke außer Betrieb) | 19                        | San Eusebio           | San Eusebio           |
| Bahnhof (Strecke außer Betrieb) | 22                        | Rinconada (⊙)         | Rinconada (⊙)         |
| Bahnhof (Strecke außer Betrieb) | 33                        | Vinzos (⊙)            | Vinzos (⊙)            |
| Bahnhof (Strecke außer Betrieb) | 38                        | Los Tanques           | Los Tanques           |
| Bahnhof (Strecke außer Betrieb) | 41                        | Tanguche Hacienda (⊙) | Tanguche Hacienda (⊙) |
| Bahnhof (Strecke außer Betrieb) | 52                        | Suchimán (⊙)          | Suchimán (⊙)          |
| Bahnhof (Strecke außer Betrieb) | 57                        | Tablones (⊙)          | Tablones (⊙)          |
| Bahnhof (Strecke außer Betrieb) | 77 0                      | Chuquicara (⊙)        | Chuquicara (⊙)        |
| Abzweig geradeaus und nach links (Strecke außer Betrieb) · Strecke von rechts (außer Betrieb) |                           |                       |                       |
| Strecke (außer Betrieb) · Tunnel (Strecke außer Betrieb) |                           |                       |                       |
| Strecke (außer Betrieb) · Tunnel (Strecke außer Betrieb) |                           |                       |                       |
| Strecke (außer Betrieb) · Tunnel (Strecke außer Betrieb) |                           |                       |                       |
| Strecke (außer Betrieb) · Bahnhof (Strecke außer Betrieb) | 18                        | Rio Ancos             | Rio Ancos             |
| Strecke (außer Betrieb) · Haltepunkt / Haltestelle (Strecke außer Betrieb) |                           | Huinda                | Huinda                |
| Strecke (außer Betrieb) · Bahnhof (Strecke außer Betrieb) | 31                        | Chacarbal             | Chacarbal             |
| Strecke (außer Betrieb) · Bahnhof (Strecke außer Betrieb) | 39                        | Wanda                 | Wanda                 |
| Strecke (außer Betrieb) · Bahnhof (Strecke außer Betrieb) | 41                        | El Portal             | El Portal             |
| Strecke (außer Betrieb) · Haltepunkt / Haltestelle (Strecke außer Betrieb) |                           | Pallasca              | Pallasca              |
| Strecke (außer Betrieb) · Kopfbahnhof Streckenende (Strecke außer Betrieb) | 60                        | Mollepata             | Mollepata             |
| Bahnhof (Strecke außer Betrieb) | 86                        | Taquilpón (⊙)         | Taquilpón (⊙)         |
| Bahnhof (Strecke außer Betrieb) | 89                        | Shacsa (Tanqua)       | Shacsa (Tanqua)       |
| Bahnhof (Strecke außer Betrieb) | 96                        | Mirador (⊙)           | Mirador (⊙)           |
| Bahnhof (Strecke außer Betrieb) | 104                       | La Limeña             | La Limeña             |
| Haltepunkt / Haltestelle (Strecke außer Betrieb) |                           | Huaylas               | Huaylas               |
| Bahnhof (Strecke außer Betrieb) | 115                       | El Chorro             | El Chorro             |
| Bahnhof (Strecke außer Betrieb) | 125                       | Mayucayán             | Mayucayán             |
| |                           |                       |                       |
| Bahnhof (Strecke außer Betrieb) | 138                       | Huallanca (⊙)         | Huallanca (⊙)         |
| Betriebs-/Güterbahnhof Streckenende (Strecke außer Betrieb) | 139                       | Hidroeléctrica (⊙)    | Hidroeléctrica (⊙)    |
| |                           |                       |                       |
| Quellen: a):66, 69, 71; b):5 / Nr. 19 und 20 |                           |                       |                       |

Die Bahnstrecke Chimbote–Huallanca war eine eingleisige Bahnstrecke in der Spurweite von 914 mm im mittleren Peru. Die Bahnstrecke befand sich in den heutigen Provinzen Santa und Huaylas der Region Ancash.

## Geografische Lage
Die Strecke verläuft, von der Pazifikküste durch das Tal des Río Santa, die Nebenstrecke Richtung Mollepata verläuft im Tal von dessen Zufluss, dem Río Tablachaca. Die beiden Flüsse beschädigten die Bahnstrecke bei Hochwassern wiederholt.

## Geschichte
Wie zahlreiche andere Eisenbahnen in Peru handelte es sich um einen Inselbetrieb, der gebaut wurde, um dem Hinterland Zugang zu einem Hafen an der Küste zu verschaffen. Zielpunkt der Strecke war Recuay – aber so weit kam der Bahnbau nie.:67
Gebaut wurde die Strecke von Henry Meiggs im Auftrag des peruanischen Staates. Ein erster Abschnitt ging 1872 in Betrieb. 1877 übertrug der Staat den Betrieb der Bahn ebenfalls auf Henry Meiggs, der aber noch im selben Jahr starb.1878 beschädigte ein Hochwasser die Anlagen und kurz darauf brach der Salpeterkrieg (1879–1884) aus, was den Wiederaufbau verzögerte.:66 Die Bahnstrecke gehörte zu den Strecken, die 1890 als Ausgleich für im Staatsbankrott Perus nach dem verlorenen Krieg wertlos gewordene Staatsanleihen an die Peruvian Corporation übergeben wurden. Diese betrieb fortan die Bahn durch eine Tochtergesellschaft. Bereits 1891 beschädigte ein Hochwasser die Strecke erneut. Die Peruvian Corporation reparierte die Schäden, allerdings nur bis zum Bahnhof Tablones. Die folgende Strecke wurde unter erheblichen Schwierigkeiten von anderen Unternehmen auf Staatskosten weiter gebaut. 1912 konnte bis La Limeña gefahren werden. Zwischen 1917 und 1920 wurde die Strecke bis Huallanca verlängert. Hier blieb der Bahnbau stecken. Lediglich das in den 1940er Jahren errichtete, oberhalb von Huallanca gelegene Umspannwerk des Wasserkraftwerks Cañón del Pato erhielt noch einen Gleisanschluss.:67
In den 1940er Jahren gab es ein ambitioniertes Projekt, die Region zu industrialisieren: Mit Kohle aus Ancos, die mit der Bahn herangefahren werden sollte, und Eisenerz das per Schiff nach Chimbote gelangte, sollte dort ein Stahlwerk betrieben werden. Das Projekt wurde einem dafür gegründeten Unternehmen, der Peruvian Santa Corporation übertragen. Der Staat kaufte 1944 den Streckenanteil der Peruvian Corporation und übertrug ihn ebenfalls der Peruvian Santa Corporation.:67
1970 zerstörte ein Hochwasser erneut den oberen Bereich der Strecke. Er wurde nicht mehr repariert und die Trasse für eine Straße verwendet. Für einige Jahre wurde der untere Teil zwischen Chimbote und Chuquicara noch befahren, bevor der Betrieb endgültig eingestellt wurde.:67

## Betrieb
Eine bauliche Besonderheit war eine Spitzkehre unmittelbar vor dem Endbahnhof Huallanca. Ankommende Züge mussten so rückwärts in den Bahnhof geschoben werden.
Nach 1912 besaß die Peruvian Corporation den von ihr wieder aufgebauten Abschnitt von Chimbote bis Tablones. Die restlichen Streckenabschnitte betrieb sie ebenfalls, aber auf gesonderter vertraglicher Grundlage.:67
Ab 1948 kamen auch Diesellokomotiven zum Einsatz.:67

## Zweigstrecke Richtung Mollepata
Mit der Wiederaufnahme der Bauarbeiten an der Strecke 1917 wurde auch eine Zweigstrecke in Angriff genommen, die im Bahnhof Chuquicara von der Hauptstrecke nach Norden abzweigte. Ziel des Baus waren reiche Mineralvorkommen in Ancos und Cajabamba. Die Strecke führte durch das enge Tal des Río Tablachaca und war baulich sehr anspruchsvoll.:67 Wie weit die Strecke tatsächlich in Betrieb ging, wird in den Quellen unterschiedlich angegeben: Als Endbahnhöfe werden Wanda:66 und Mollepata genannt.:5 / Nr. 20